# Albaldah
Albaldah (π Sagittarii / π Sgr / 41 Sagittarii) es la sexta estrella más brillante de la constelación de Sagitario con magnitud aparente +2,88. Se encuentra a 509 años luz de distancia del sistema solar.
Albaldah es una estrella gigante luminosa blanco-amarilla de tipo espectral F2II/III y temperatura superficial de 6590 ± 50 K.
Unas 1000 veces más luminosa que el Sol, su edad se estima en 67 millones de años.
En un diagrama de Hertzsprung-Russell (en donde se representa luminosidad de la estrella frente a la temperatura), Albaldah se encuentra en una zona a partir de la cual las estrellas se desestabilizan y comienzan a pulsar como estrellas variables cefeidas. Se piensa que en un millón y medio de años aproximadamente, Albaldah entrará a formar parte de este grupo.
Albaldah tiene dos compañeras próximas. Albaldah B se encuentra a 0,1 segundos de arco de la estrella principal (Albaldah A), lo que equivale a una distancia mínima de 13 UA. La otra compañera, Albaldah C, está a 0,4 segundos de arco o una distancia mínima de 57 UA, y se piensa que es una estrella de tipo B9.
Estando cerca de la eclíptica, Albaldah a veces es ocultada por la Luna y ocasionalmente por planetas. El próximo planeta que la ocultará será Venus el 17 de febrero de 2035.